# Marilyn Manson
Marilyn Manson, född Brian Hugh Warner den 5 januari 1969 i Canton, Ohio, är en amerikansk sångare och låtskrivare i metalbandet Marilyn Manson.

## Biografi
Marilyn Manson föddes som Brian Warner 1969 i Ohio, USA. Han fick sitt genombrott och har gjort sig ett namn som sångare, artist och konstnär under sitt alter ego och artistnamn Marilyn Manson.

### Uppväxt
Brian Warner var i många år elev i Heritage kristna skola i Canton, där han ansåg att lärarna hjärntvättade eleverna i tron om att jordens undergång var nära. Det pratades om att djävulen fanns någonstans bland dem och Warner började oroa sig för att det var han. På grund av detta fick han mardrömmar han dras med än idag. Skolan undervisade i faran om de dolda budskapen som finns i rockmusik och det var strängt förbjudet att lyssna på den här typen av musik. De visade även bilder på rockstjärnor för att skrämmas men det var inget som påverkade Brian. Det enda det ledde till var att han lät sitt hår växa och skaffade sig hål i örat för att efterlikna sina idoler. Första gruppen han började lyssna på var Kiss och han blev snabbt ett fan av dem. Efter många inköp av deras skivor var det dags för hans första konsert 1979.
Efter att han varit ett stort fan av många rockmusiker så bildade han sitt eget band 1989 och de kallade sig Marilyn Manson & the Spooky Kids, men det kortades senare ner till endast Marilyn Manson. Han har förklarat varför han valde namnet Marilyn Manson i sin självbiografiska bok Den långa vägen ut ur Helvetet. Förnamnet är taget från Marilyn Monroe och efternamnet från massmördaren Charles Manson. Marilyn Monroe är en symbol för skönhet och glamour, precis som Charles Manson är en symbol för ondska. Alla har en ljus och en mörk sida, menar han.

### Musikkarriär
Brian Warner bildade bandet Marilyn Manson & the Spooky Kids med collegevännerna Brian Tutunick (elbas), Scott Putesky (gitarr) och Perry Pandera (keyboard) 1989. Originalbandet hade ingen trummis utan hade en trummaskin på spelningarna. Samtidigt skapade han sitt alter ego Marilyn Manson. Hans artistnamn är en kombination av namnen Marilyn Monroe, skådespelerska, och Charles Manson, sektledare och massmördare. De övriga medlemmarna fick också namn baserade på en kvinnlig skönhet och en seriemördare: Brian Tutunick kallade sig Olivia Newton Bundy (Olivia Newton John och Ted Bundy), Scott Putesky kallade sig Daisy Berkowitz (Daisy Duke och David Berkowitz) och Perry Pandrea kallade sig Zsa Zsa Speck (Zsa Zsa Gabor och Richard Speck).
Senare medlemmar i bandet har i de flesta fall också tagit sig ett artistnamn enligt detta mönster Madonna Wayne Gacy (Madonna och John Wayne Gacy), Gidget Gein (Gidget och Ed Gein), Sara Lee Lucas (Sara Lee och Henry Lee Lucas), Twiggy Ramirez (Twiggy Lawson och Richard Ramirez), Ginger Fish (Ginger Rogers och Albert Fish). Genom åren har enbart tre bandmedlemmar haft namn som inte följer detta mönster. De är Zim Zum, John 5 och Tim Skold.
Marilyn Manson fick skivkontrakt med skivbolaget Nothing Records, och kortade ned bandnamnet Marilyn Manson & the Spooky Kids till Marilyn Manson. Bolagets ägare var Trent Reznor, frontmannen i Nine Inch Nails. Första albumet Portrait of an American Family släpptes 1994 och Marilyn Manson turnerade med Nine Inch Nails, Pantera och andra för att göra reklam för det. Bandets andra fullängdsalbum Antichrist Superstar släpptes 1996. Sedan dess har de släppt ytterligare sju fullängdsalbum och Marilyn Manson har sammanlagt sålt över 50 miljoner exemplar av sina album. Han har haft stort inflytande på rockscenen och rankades år 2000 av VH1 som en av de 100 främsta hårdrocksartisterna.

### Film

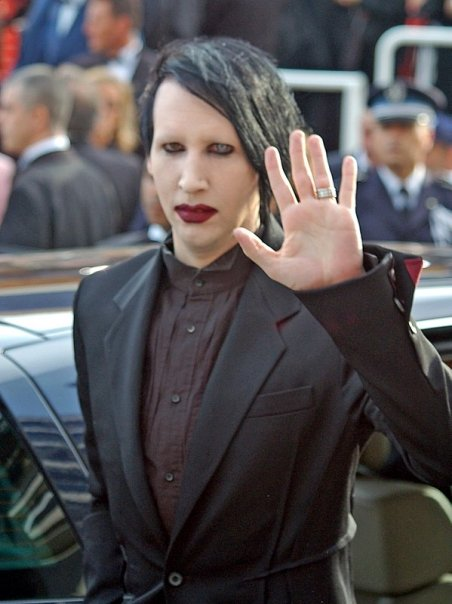
Marilyn Manson på Cannesfestivalen 2006.

I sin självbiografiska bok Den långa vägen ut ur Helvetet berättar Marilyn Manson att han velat spela rollen som Willy Wonka i Roald Dahls bok Kalle och chokladfabriken på film under många år. När Tim Burton skulle göra en ny filmatisering av boken år 2005, så tvekade inte Marilyn Manson att söka rollen, men man trodde att han skulle bli för skrämmande, så han fick avslag (rollen gick istället till Johnny Depp). 
Men Marilyn Manson har medverkat i filmer. Redan 1997 medverkade han i filmen Lost Highway och år 1999 var han med i filmen Jawbreaker. År 2002 medverkade han i Michael Moores dokumentär Bowling for Columbine och år 2004 medverkade han även i Asia Argentos film The Heart Is Deceitful Above All Things. I den amerikanska motorcykelserien Sons of Anarchy spelar Marilyn Manson rollen som Ron Tully, säsong 7.

### Privatliv
I mars 2004 förlovade sig Marilyn Manson med fotomodellen och burleskartisten Dita von Teese, och i november året därpå gifte de sig på Gurteen Castle i den lilla byn Kilsheelan i grevskapet Tipperary på södra Irland. Vigseln uppmärksammades i modetidskriften Vogue i mars 2006. Paret skilde sig 2007. Han förlovade sig med Evan Rachel Wood år 2010, men de gick skilda vägar i augusti samma år. Han har även varit förlovad med skådespelaren Rose McGowan som blev känd för sin roll i Scream 1996 där hon spelade Tatum.
Marilyn Manson lider av ett käkledssyndrom (TMJ-syndrom, temporomandibularledssyndrom), som ger honom huvudvärk och ömmande käke. Anledningen till att han fick detta syndrom är enligt hans självbiografiska bok Den långa vägen ut ur Helvetet att en kille som i boken omnämns som "Frog" slog honom i ansiktet för att han åkt rullskridskor tillsammans med Frogs flickvän.

## Kritik
Marilyn Manson har fått mycket kritik i USA, mest från den kristna högern som tycker att hans budskap och image är opassande för tonåringar. Efter Columbine-massakern som inträffade den 20 april 1999, gick det rykten om att Eric Harris och Dylan Klebold (de två ungdomarna som mördade tolv elever och en lärare på deras skola Columbine High) skulle både ha lyssnat på och varit fans av Marilyn Mansons musik. Efter massakern medverkade Marilyn Manson i Michael Moores dokumentär Bowling for Columbine, där han intervjuades av Moore och förklarade vad han hade för åsikter om massakern. En av frågorna Moore ställde till honom var: "Om du fick säga något till offren eller människorna från det samhället, vad skulle du säga till dem?", varpå Marilyn Manson svarade: "Jag skulle inte säga något till dem, istället så skulle jag lyssna på vad de hade att säga och det var det som ingen gjorde."

## Diskografi
- 1994 – Portrait of an American Family
- 1995 – Smells Like Children
- 1996 – Antichrist Superstar
- 1998 – Mechanical Animals
- 1999 – The Last Tour on Earth
- 2000 – Holy Wood (In the Shadow of the Valley of Death)
- 2003 – The Golden Age of Grotesque
- 2005 – Lest We Forget
- 2007 – Eat Me, Drink Me
- 2009 – The High End of Low
- 2012 – Born Villain
- 2015 – The Pale Emperor
- 2017 – Heaven Upside Down
- 2020 – We Are Chaos
- 2024 – One Assassination Under God - Chapter 1

## Covers
Här är en lista över några av alla covers som Marilyn Manson har gjort:
- Sweet Dreams (Are Made of This) (Eurytmics-cover)
- Tainted Love (Gloria Jones-cover)
- Working Class Hero (John Lennon-cover)
- Highway To Hell (ACDC-cover)
- I Put A Spell On You (C.C.R-cover)
- Rock N Roll Nigger (Patti Smith-cover)
- The KKK Took My Baby Away (The Ramones-cover)
- Five To One (The Doors-cover)
- Down In The Park (Tubeway Army-cover)
- Golden Years (David Bowie-cover)
- Suicide Is Painless (The Mash-cover)
- Get My Rocks Off (Dr. Hook and the Medicine Show-cover)
- Come Together (The Beatles-cover)
- A Rose And A Baby Ruth (John D. Loudermilk-cover)
- Sick City (Charles Manson-cover)
- What Goes Around Comes Back Around (Justin Timberlake-cover)
- This is Halloween (Tim Burton)
- Cry Little Sister (Gerard McMann-cover)